# Francesca Cortesi Bosco
Francesca Cortesi Bosco (Bergamo, 30 gennaio 1938 – Bergamo, 10 luglio 2017) è stata una storica dell'arte italiana.

## Biografia
È stata una storica dell'arte italiana che ha dedicato gran parte delle sue ricerche allo studio appassionato di illustri pittori rinascimentali.
Il suo principale interesse fu Lorenzo Lotto: la studiosa approfondì con maggior cura il periodo in cui l'artista veneziano lavorò in terra bergamasca. 
Indagò con minuziosa attenzione e acuta intelligenza, con studi mirati e ricerche documentali molto accurate vita e opere dell'artista, avendo come riferimento primo la storica monografia di Bernard Berenson del 1901, titolata: Lorenzo Lotto: An Essay in Constructive Art Criticism. La raffinata e complessa analisi iconologica delle opere di Lotto proposta da Francesca Cortesi Bosco stimola nuove forme interpretative dei suoi lavori. Tra gli studi giovanili di rilievo si richiama l'articolato testo sulle Tarsie di Santa Maria Maggiore, che portò l'artista veneziano ad una nuova conoscenza del pubblico, ponendolo tra i maggiori artisti del Rinascimento veneziano del Cinquecento. 
Francesca Cortesi Bosco affidò la pubblicazione del suo ultimo saggio: Tiepolo ermetico: i Capricci, alla rivista Bergomum (curata e pubblicata dalla Biblioteca Civica Angelo Mai di Bergamo), in ragione della sua storica collaborazione. Di pregevole interesse storico critico è il testo pubblicato nel 2016: Viaggio nell'ermetismo del Rinascimento. Lotto Dürer Giorgione.
La profondità e l'accuratezza delle sue ricerche storico critiche la rendono a oggi la miglior conoscitrice delle opere e della vita dell'artista veneziano.

## Opere
Elenco delle pubblicazioni: Lorenzo Lotto ed Artisti Italiani del Cinquecento:
- Uno dei cicli pittorici più ammirati nella Bergamasca. Due secoli di errori nella lettura del Lotto a Trescore, L'Eco di Bergamo, 1971.
- Proposte per una nuova lettura del famoso ciclo pittorico. Negli affreschi di Trescore il Lotto condensò i temi più vivi del suo tempo, L'Eco di Bergamo, 1971.
- La letteratura religiosa devozionale e l'iconografia di alcuni dipinti di Lorenzo Lotto, Bergomum, gennaio-giugno 1976,  pp. 3-25.
- A proposito del frontespizio di Lorenzo Lotto per la Bibbia di Antonio Brucioli, Bergomum, gennaio-giugno 1976,  pp. 27-42.
- Gerolamo Colleoni, in I Pittori Bergamaschi dal XIII al XIX secolo-Il Cinquecento, Banca Popolare di Bergamo direttore Gian Alberto dell'Acqua-Edizioni Bolis, 1976,  pp. 129-143.
- La metamorfosi della caverna. La pala di Lorenzo Lotto per la Chiesa dei Santi Stefano e Domenico a Bergamo, Bergomum, gennaio-giugno 1977,  pp. 3-16.
- Troilo Lupi, in I Pittori Bergamaschi dal XIII al XIX secolo. Il Cinquecento, Banca Popolare di Bergamo, direttore generale Gian Alberto Dell'Acqua-Poligrafiche Bolis, 1978.
- Pietro Zampetti (a cura di), Giovan Battista Guarinoni d'Averara, in I Pittori Bergamaschi dal XIII al XIX secolo. Il Cinquecento, Bergamo, Banca Popolare di Bergamo, direttore generale Gian Alberto Dell'Acqua, 1978,  pp. 85-127.
- Gli affreschi dell'Oratorio Suardi. Lorenzo Lotto nella crisi della Riforma, Bergamo, Edizioni Bolis, 1980.
- Riforma religiosità arte alchimia negli affreschi di Lorenzo Lotto dell'Oratorio Suardi di Trescore, La Rivista di Bergamo, 1980,  pp. 11-18.
- Relazione svolta al Convegno “Lorenzo Lotto nel V Centenario della nascita”, Urbino, Atti del Convegno a cura dell'istituto di Storia dell'Arte università di Urbino, 24-25 agosto 1980.
- Pietro Zampetti (a cura di), Un quadro di Lorenzo Lotto nel Museo di Strasburgo, in Lorenzo Lotto nel suo e nel nostro tempo, Atti della Giornata di studio in occasione del V Centenario della nascita di Lorenzo Lotto: Urbino, 1980,  pp. 132-142.
- Un amico bergamasco di Lorenzo Lotto, Archivio Storico Bergamasco. Rassegna semestrale di storia e cultura, 1981,  pp. 65-73.
- Pietro Zampetti e Vittorio Sgarbi (a cura di), Il ritratto di Nicolò della Torre disegnato da Lorenzo Lotto, in Lorenzo Lotto, Atti del Convegno internazionale di studi per il V Centenario della nascita, Treviso, Tipografia editrice trevigiana, 18-21 settembre 1980-pubblicato nel 1981,  pp. 313-324.
- Paolo Dal Poggetto e Pietro Zampetti (a cura di), Svenimento della Vergine durante il trasporto di Cristo al sepolcro, in Lorenzo Lotto nelle Marche: il suo tempo, il suo influsso, Catalogo della mostra: Ancona, Chiesa del Gesù, Chiesa di San Francesco alle Scale, Loggia dei Mercanti, Firenze, 11 ottobre 1981,  pp. 442-443.
- Lotto e Cariani. Due disegni e un dipinto perduto, La Rivista di Bergamo, 4 aprile 1982,  pp. 5-12.
- Riflessi del mito di Venezia nella pala Martinengo di Lorenzo Lotto, Archivio StoricoBergamasco. Rassegna semestrale di storia e cultura, 1983,  pp. 213-238.In appendice fu pubblicato la bozza del contratto della pala Martinengo e il documento' di Marino Paganini.
- Ileana Chiappini e Giuseppe Cucco (a cura di), “Et in una carta desegnato el coro con le quantità de le sedie da torno…per l'adaptar de le istori, Notizie da Palazzo Albani. Rivista semestrale di storia dell'arte Università degli Studi di Urbino», 1983,  pp. 103-126.a pagina 103 vi er aggiunta la nota: «Dedico il presente lavoro al professore Pietro Zampetti». L'articolo anticipa alcuni risultati di un'ampia ricerca della Cortesi Bosco per la realizzazione del tomo sulle tarsie di Santa Maria Maggiore.
- Documenti per il Polittico di Ponteranica, La Rivista di Bergamo, 1983,  pp. 5-10.
- Lorenzo Lotto dal polittico di Ponteranica alla commissione della Santa Lucia di Jesi, in Omaggio a Lorenzo Lotto, Atti del convegno Lorenzo Lotto nelle Marche: Jesi-Mogliani, 4-6 dicembre 1981-1984,  pp. 56-80.
- Il problema della posizione religiosa di Lorenzo Lotto, in Omaggio a Lorenzo Lotto, Atti del convegnoLorenzo Lotto nelle Marche: Jesi-Mogliano-Rivista semestrale dell'Arte universitaria degli studi di Urbino, 4-6 dicembre 1981 e 1984,  pp. 81-89.
- Pietro Zampetti (a cura di), Antonio e Pietro Baschenis, in I Pittori Bergamaschi dal XIII al XIX secolo-Il Seicento, Bergamo, Banca Popolare di Bergamo, direttore generale Gian Alberto Dell'Acqua-poligrafiche Bolis, 1984,  pp. 91-133.
- Pallonate di rimbalzo circa l’attribuzione di Giorgio Mascherpa a Lorenzo Lotto di un affresco nell'ex chiesa di San Francesco in Bergamo, con replica di Mascherpa, Il Giornale dell'Arte,  p. 26.
- Il coro intarsiato di Lotto e Capoferri per Santa Maria Maggiore in Bergamo, Bergamo, Credito Bergamasco-Edizioni Amilcare Pizzi, 1987.
- Il coro intarsiato di Lotto e Capoferri per Santa Maria Maggiore in Bergamo. Lettere e documenti, Bergamo, Credito Bergamasco edizioni Amilcare Pizzi, 1987.
- A Levate un inedito ciclo mitologico affrescato da Pietro Baschenis, III, Istituzioni e territorio. Bimestrale della Provincia di Bergamo, maggio-giugno 1988,  pp. 46-49.
- La luna accanto al sole: i ritratti di Lucina e Leonino Brembati, La Rivista di Bergamo, 1992,  pp. 13-16.
- Ranieri Varese (a cura di), I coniugi di Lotto all'Ermitage e la loro impresa, Ancona, Studi per Pietro Zampetti, 1993,  pp. 336-349.
- Venere e Cupido di Lorenzo Lotto. Le nozze di Sole e Luna, Art e Dossier, 1994,  pp. 33-38.
- Sulle tracce della committenza di Lotto a Bergamo: un epistolario e un codice di alchimia, Bergomum, 1995,  pp. 5-42.
- Per Lotto nelle Marche e i suoi committenti (1523-1532), Bergomum, 1996,  pp. 15-60.
- Lorenzo Lotto. Gli affreschi dell'Oratorio Suardi a Trescore, Milano, Skira editore-Comune di Trescore Balnerario, 1997.
- Per la biografia dell'alchimista Giovanni Bracesco da Orzinuovi e un enigma di alchimia, Bergomum, 1997,  pp. 7-25., in
- Il primo testamento di Lotto, [occhiello]: Trovato nell'Archivio di Stato uno scritto autografo e un codicillo con le ultime volontà del pittore, n. 258, Il Sole 24 Ore, 21 settembre 1997,  p. 37.
- Autografi inediti di Lotto: il primo testamento (1531) e un codicillo (1533), Bergomum, 1998,  pp. 7-73.
- David Teniers e la parodia dei Tre Filosofi di Giorgione, Notizie da Palazzo Albani. Rivista semestrale di storia e teoria delle arti, 2000,  pp. 177-187.
- È lottesca la Giuditta di Caravaggio, L'Eco di Bergamo, 25 giugno 2000,  p. 41.
- Augusto Gentili (a cura di), La Madonna col Bambino e i Santi Pietro Martire e Giovanni Battista di Capodimonte: devozione o “damnatio memoriae”, in Lorenzo Lotto, Atti del Convegno internazionale di studi su Lorenzo Lotto, Bergamo, 18-20 giugno 1998.
««Ho preferito lasciare inalterato il testo dell’intervento anziché riversarvi quanto necessariamente era stato omesso, per dare spazio nelle note alla documentazione specifica e alla discussione di situazioni e problemi particolari. Alcune note, a prima vista sproporzionatamente elaborate, danno conto dell’esteso non meno che profondo radicarsi del problema sul quale l’intervento si propone di portare un contributo»»
- Documenti e fonti, in Lorenzo Lotto a Trescore. Immagini, documenti, temi dall'Oratorio Suardi, Bergamo, Manifestazioni dedicate a: “Lorenzo Lotto. Il genio inquieto del Rinascimento”-Comunità Montana, aprile-luglio 1998.
- Il Diogene del Parmigianino. Alchimia e geometria, XVI, Art e Dossier, 2001,  pp. 32-36.
- La Pietà di Lotto “opera molto affettuosa, in Lorenzo Lotto. Il Compianto sul Cristo morto: studi, indagini, problemi conservativi, Atti della Giornata di studio promossa dal Museo Adriano Bernareggi del 14 dicembre 2001, Cinisello Balsamo, Silvana Editoriale, 2002,  pp. 11-35.
- di Ileana Chiappini di Sorio, Laura De Rossi (a cura di), Il simbolismo ermetico del vetro nel Fra Luca Pacioli e un discepolo, in Venezia, le Marche e la civiltà adriatica: per festeggiare i 90 anni di Pietro Zampetti, n. 17-19, «Arte Documento», 2003.
- Ferdinando Noris (a cura di), Per la data della pala di Castelfranco di Giorgione, n. 42, La Rivista di Bergamo,  pp. 54-56.
- Lotto Lorenzo, Roma, Dizionario Biografico degli Italiani-Treccani, 2006,  pp. 200-2015.
- Santa Giustina, un'opera giovanile di Lotto, XVII, Venezia Cinquecento. Studi di storia dell'arte e della cultura, 2997,  pp. 5-39.
- Marc'Antonio Giustiniani e Alvise D'Armano nei ritratti di Lotto, Bergomum,  pp. 81-111.
- di Enrico Maria Dal Pozzolo e Lionello Puppi (a cura di), Matteo Costanzo nella guerra del Casentino. Considerazioni sull'esecuzione della tavola di Giorgione a Castelfranco, in Giorgione-Catalogo della mostra, Castelfranco Veneto-Milano, Museo Casa Giorgione-Skira, 12 dicembre 2009 - 11 aprile 2010,  pp. 113-122.
- Tutti concordi sulla datazione di Settis? Io ho un’altra tesi...[a proposito della tavola di Giorgione a Castelfranco Veneto], XXVIII, Il Giornale dell'arte, febbraio 2010.
- Lotto e il ritratto nuziale di Marsilio Cassoti e Faustina Assonica, Bergomum, 2014,  pp. 105-132.
«nota Il testo, corredato delle note, segue quello della conferenza Lorenzo Lotto: Regnabat Veneris puer,iugoque heroas…victor subdiderat. Il Ritratto nuziale di Marsilio Cassoti e Faustina Assonica del Museo del Prado di Madrid, tenuta il 20 aprile 2011 a Bergamo presso la Fondazione Adriano Bernareggi, per il ciclo di conferenze: Come leggere un'opera d'arte»
- Viaggio nell'ermetismo del Rinascimento. Lotto, Dürer, Giorgione, Padova, Il Poligrafo, 2016.
- Tiepolo ermetico: i capricci, Bergomum, 2016,  pp. 13-88.
- Per Lotto a Roma e Raffaello, Notizie da Palazzo Albani. Rivista semestrale di Storia dell'Arte Università degli Studi di Urbino, 1990,  pp. 45-74.
- Madonne dell'Accademia Carrara, 8 tav. sciolte in cartella, Bergamo, I gioielli di Bergamo-Azienda autonoma del Turismo, 1990.
- Ritratti del Lotto in Bergamo, 7 tav. sciolte in cartella, Bergamo, I gioielli di Bergamo-Azienda autonoma di Turismo, 1990.
- Sulla pala Martinengo di Lotto e quattro disegni di Raffaello, in Archivio Storico Bergamasco. Rassegna semestrale di storia e cultura, n. 20, 1991,  pp. 35-39.
- La presenza di Lorenzo Lotto, Milano, Pittura a Bergamo dal Romanico al Neoclassicismo, 1991,  pp. 14-17.
- “Divina vigilia”: il sonno vigilante dell'Anima nel dipinto di Lorenzo Lotto K 291 della National Gallery di Washington, Notizie da Palazzo Albani. Rivista semestrale di storia e teoria delle arti, 1992,  pp. 25-49.
- Un lascito di Martino Grassi per l'ancona del Foppa già in Santa Maria delle Grazie, La Rivista di Bergamo, 1992,  pp. 13-14.